# Wiedieno
Wiedieno (ros. Ведено) – wieś w Rosji, w Czeczenii, ośrodek administracyjny rejonu wiedieńskiego. W 2010 liczyła 3186 mieszkańców.